# Hoher Dachstein
O Hoher Dachstein é uma montanha da Áustria. Tem 2995 m de altitude e 2136 m de proeminência topográfica, sendo a mais alta dos Alpes de Salzkammergut e da Alta Áustria e a segunda mais alta dos Alpes Orientais-Norte. É fortemente cárstica.
Está situada no limite entre a Alta Áustria e a Estíria na Áustria central, sendo o ponto mais alto de ambos estes estados. Partes do maciço também ficam no estado de Salzburgo, o que faz com que a montanha seja conhecida como a Drei-Länder-Berg ("montanha dos três estados"). O maciço de Dachstein abarca uma superfície de cerca de 20×30 km com dezenas de picos acima de 2500 m, o conjunto mais alto situado nas zonas meridional e sudoeste. Visto do lado norte, o maciço de Dachstein é dominado pelos glaciares com os cumes rochosos erguendo-se atrás destes. Por contraste, para o lado sul, a montanha cai quase verticalmente até ao vale.
Em 1997, a paisagem cultural de Hallstatt-Dachstein foi declarada Património da Humanidade pela Unesco.